# Львов (Николаевская область)
Львов (укр. Львів) — село в Первомайском районе Николаевской области Украины.
Население по переписи 2001 года составляло 83 человека. Почтовый индекс — 55270. Телефонный код — 5161.

## Местный совет
55270, Николаевская обл., Первомайский р-н, с. Романова Балка